# اوسلاوانی
اوسلاوانی (به چکی: Oslavany) یک منطقهٔ مسکونی در جمهوری چک است که در ناحیه برنو-تسوونتری واقع شده‌است. اوسلاوانی ۴٬۵۶۰ نفر جمعیت دارد.